# Teluk Dalam
Teluk Dalam ist eine Hafenstadt im Süden der indonesischen Insel Nias vor der Westküste Sumatras und Hauptstadt des Regierungsbezirks Süd-Nias.
Teluk Dalam hatte 2020 ca. 25.000 Einwohner.
Die Umgebung von Teluk Dalam ist bekannt für ihre Surfreviere, wie z. B. die Strände Sorake Beach oder Lagundri Beach.
Ebenfalls in der Nähe befinden sich viele historische Dörfer, die von vergangenen Megalithkulturen zeugen, wie zum Beispiel Bawomataluo, Botohilitano oder Hilisimaetano.
Durch den Tsunami vom 26. Dezember 2004 sowie während des Erdbebens vom 28. März 2005 starben auf der Insel Nias mehrere Hundert Menschen. Nahezu alle Ortschaften waren von Zerstörungen betroffen.